# Kandus
Kandus je priimek v Sloveniji, ki ga je po podatkih Statističnega urada Republike Slovenije na dan 1. januarja 2010 uporabljalo 68 oseb.

## Znani nosilci priimka
- Aleša Kandus Benčina, menedžerka, podjetnica (Medex)
- Aljoša Kandus (*1944), zdravnik nefrolog, univ. prof.
- Blaž Kandus, arhitekt
- Gorazd Kandus (*1947), elektronik, univ. prof.
- Lučka Jenčič Kandus (1949 - 2018), prevajalka
- Luka Kandus, kitarist
- Marija Kandus (r. Velikonja) (1922- ), fizioterapevtka, hči Narteja Velikonje
- Marjan Kandus (1932 - 2024), košarkar, ekonomist, bančnik
- Nataša Kandus (*1947), zgodovinarka, bibliotekarka, bibliografka
- Roza Kandus (1921 - 2014), partizanska učiteljica, anglistka